# Jarosławka (obwód kurski)
Jarosławka (ros. Ярославка) – wieś (ros. деревня, trb. dieriewnia) w zachodniej Rosji, w sielsowiecie salnowskim rejonu chomutowskiego w obwodzie kurskim.

## Geografia
Miejscowość położona jest 5 km od centrum administracyjnego sielsowietu salnowskiego (Salnoje), 9 km od centrum administracyjnego rejonu (Chomutowka), 121 km od Kurska.
W granicach miejscowości znajdują się ulice: zaułek Raboczij, Swietłaja.

## Historia
Do czasu reformy administracyjnej w roku 2010 wieś Jarosławka wchodziła w skład sielsowietu prilepowskiego, który w tymże roku został włączony w sielsowiet salnowski.

## Demografia
W 2010 r. miejscowość zamieszkiwały 133 osoby.